# Francesco Albotto
Francesco Albotto (Venise, v. 1721 - 13 janvier 1757) est un peintre italien de vedute qui est actif à Venise au  XVIIIe siècle.

## Biographie
Francesco Albotto est né à Venise à une date incertaine. Il résulte inscrit à la fraglia des peintres vénitiens de 1750 à 1756. Il a été élève de Michele Marieschi et à la mort de ce dernier (1743) il en épousa la veuve, Angela Fontana.
Les particularités de son  style pictural ont été répertoriées par Rodolfo Pallucchini qui en 1971 trouva à New York, auprès d'un antiquaire une Veduta di Palazzo Ducale signée par l'artiste « Francesco Albotto F., in Cale de Ca' Loredan a San Luca ».
Contrairement à  sa fantaisie prédominante et à son coup de pinceau désinvolte, la source d'inspiration principale de Francesco Albotto est liée aux modèles déjà réalisés par d'autres artistes, qu'il s'est appropriés en consultant les éditions Magnificentioris Selectioresque Venetiarum Prospectus, gravées par Marieschi,  dont il assura la réimpression, ainsi que Urbis Venetiarum Prospectus celebriores [...], gravées par Antonio Visentini ce qui a posé souvent des problèmes d'attribution.
Il meurt à Venise le 13 janvier 1757.

## Œuvres
- Vue de ville italienne avec obélisque, musée Jeanne d'Aboville de La Fère
- Vue du Môle devant la Zecca à Venise, musée d'Arts de Nantes
- Monuments en ruines et statue équestre, musée Jeanne d'Aboville de La Fère
- Veduta del Molo e del Bacino di San Marco, Sotheby's, New York,
- San Giuseppe di Castello (1745), huile sur toile, 60 × 97 cm, collection privée
- Campo Santi Giovanni
- Molo San Marco
- Capriccio con obelisco, huile sur toile, Galleria Lorenzelli, Bergame,
- Capriccio con obelisco e arco gotico, huile sur toile, 71 × 91,5 cm, Gallerie dell'Accademia, Venise,
- Campo dei Santi Giovanni e Paolo, huile sur toile, 60 × 95 cm, Gallerie dell'Accademia, Venise,
- Vue du grand canal avec l’église Santa Maria della Salute, huile sur toile, 54 × 105 cm,
- Vue du camp et des portes de l'Arsenal (1743-1746),

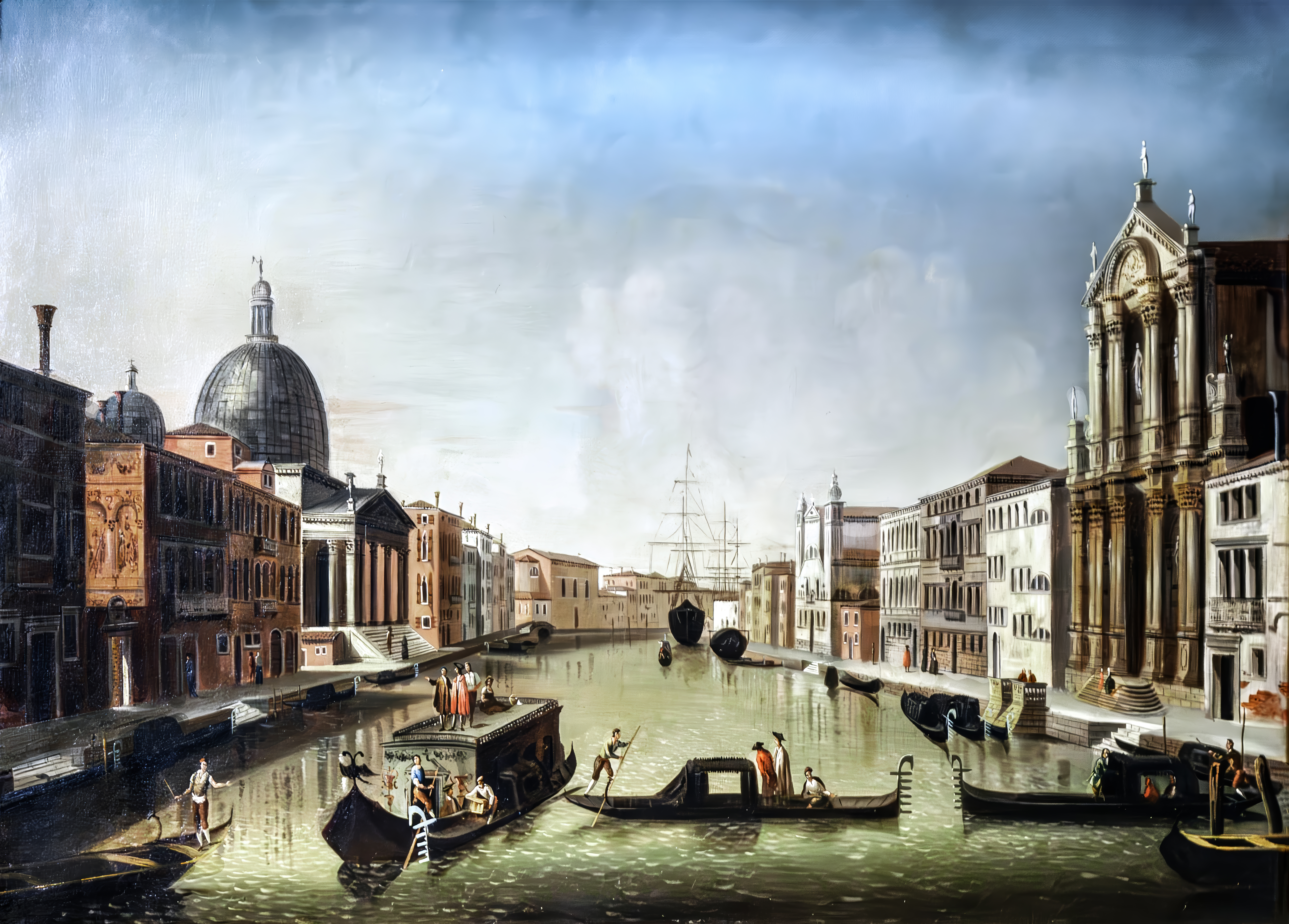
Canal Grande con San Simeon Piccolo e la chiesa degli Scalzi verso Santa Lucia Pinacoteca Querini Stampalia